# Calu
Calu va ser, segons la mitologia etrusca, un antic déu dels morts i senyor de l'inframón, que més tard va ser substituït per Aita, l'equivalent al déu grec Hades.
Té els atributs d'un llop, i se'l representa com un llop o com un home vestit amb una pell de llop. Aita, que el va substituir, era només una figura mitològica, en canvi Calu va rebre culte i veneració popular. Les representacions visuals del culte a Calu sembla que contenen elements comuns amb el culte romà de les Lupercals i el culte que realitzaven els faliscs dels Hirpi Sorani ('els llops de Sorano', ja que hirpus vol dir llop en llengua falisca).